# Nogaret
Nogaret ist eine französische Gemeinde mit 98 Einwohnern (Stand: 1. Januar 2022) im Département Haute-Garonne in der Region Okzitanien. Die Gemeinde gehört zum Arrondissement Toulouse und ist Mitglied im Gemeindeverband Communauté de communes Aux sources du Canal du Midi. Die Bewohner werden Nogaretois und Nogaretoises genannt.

## Geografie

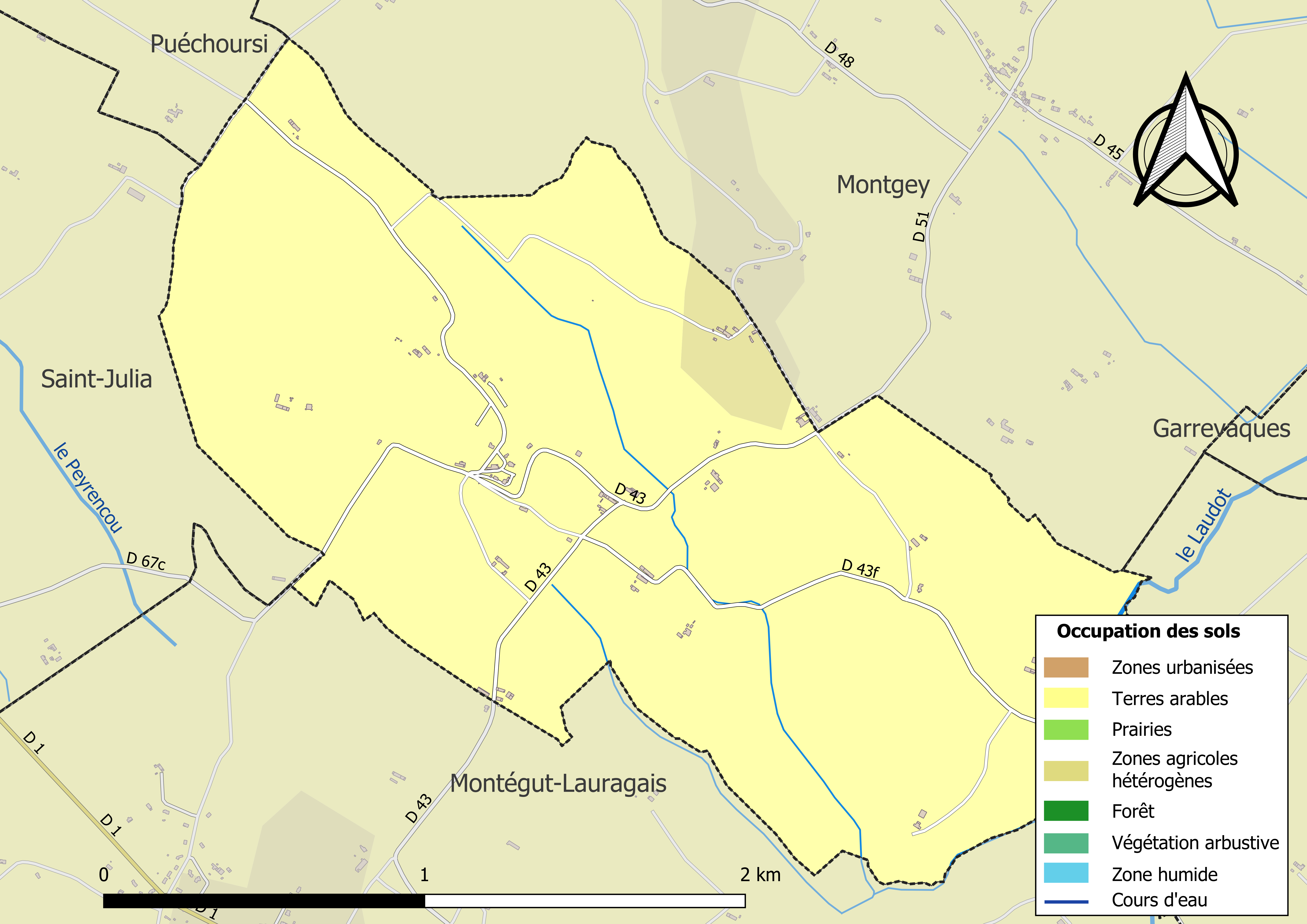
Bodennutzung, Hydrografie und Infrastruktur der Gemeinde (2018)

Nogaret befindet sich in der historischen Landschaft des Lauragais am östlichen Rand des Départements an der Grenze zum benachbarten Département Tarn, etwa 46 Kilometer nordwestlich von Carcassonne und etwa 41 Kilometer südöstlich von Toulouse. Die Gemeinde liegt im Einzugsgebiet der Garonne und wird vom Laudot entwässert, der die Gemeinde im Südosten begrenzt und von verschiedenen zeitweise trockenfallende Bächen entwässert.
Außer von spärlichen bebauten Zonen wird nahezu die gesamte Fläche der Gemeinde landwirtschaftlich genutzt.
Umgeben wird Nogaret von den fünf Nachbargemeinden:
| Puéchoursi (Tarn) | Montgey (Tarn)                              |       |
| Saint-Julia       | Kompassrose, die auf Nachbargemeinden zeigt | Revel |
|                   | Montégut-Lauragais                          |       |

## Geschichte
Gegründet wurde der Ort im 12. Jahrhundert. Im Jahre 1271 schworen erstmals die Grundherren von Nogaret einen Eid auf den König. 
Am 5. August 1585 wurde eine Prozession, die sich nach Montégut-Lauragais begeben wollte, von Reformierten überrascht und viele wurden getötet.
Die Kirche von Nogaret, Saint-Étienne, wurde 1538 als zu Montégut-Lauragais zugehörig beschrieben. Die dortige Kirche sowie die Kirche von Nogaret wurden 1570 von den Hugenotten beschädigt. Am 5. Januar 1774 wurde die dauernde Abspaltung der Kirchengemeinde von Montégut beschlossen.

## Bevölkerungsentwicklung

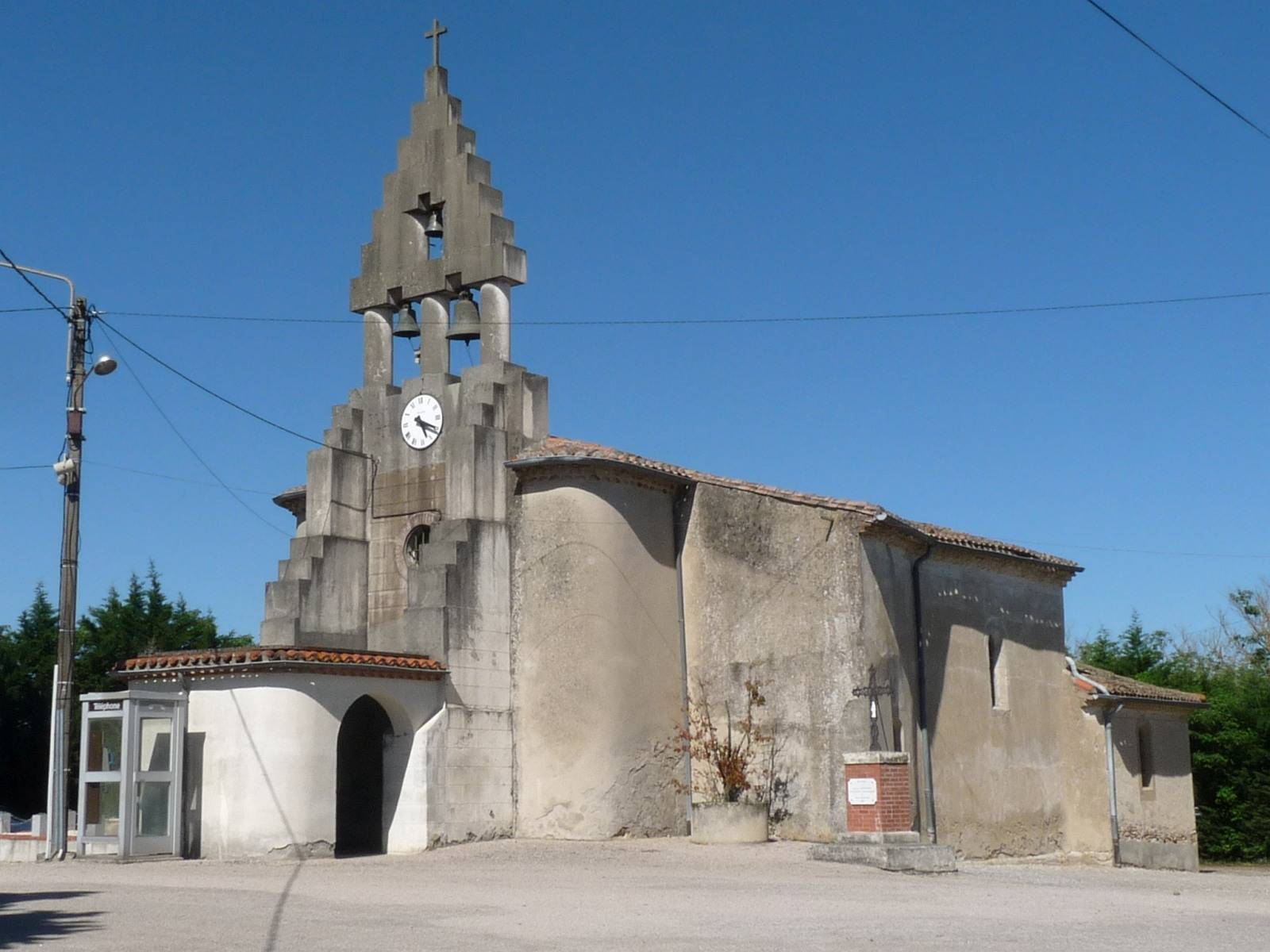
Kirche Saint-Étienne

| Nogaret: Einwohnerzahlen von 1793 bis 2020                                                                                 | Nogaret: Einwohnerzahlen von 1793 bis 2020 | Nogaret: Einwohnerzahlen von 1793 bis 2020 | Nogaret: Einwohnerzahlen von 1793 bis 2020 | Nogaret: Einwohnerzahlen von 1793 bis 2020 |
| --- | ------------------------------------------ | ------------------------------------------ | ------------------------------------------ | ------------------------------------------ |
| Jahr |                                            |                                            |                                            | Einwohner                                  |
| 1793 | 1793                                       |                                            | 239                                        | 239                                        |
| 1800 | 1800                                       |                                            | 252                                        | 252                                        |
| 1806 | 1806                                       |                                            | 305                                        | 305                                        |
| 1821 | 1821                                       |                                            | 274                                        | 274                                        |
| 1831 | 1831                                       |                                            | 332                                        | 332                                        |
| 1836 | 1836                                       |                                            | 287                                        | 287                                        |
| 1841 | 1841                                       |                                            | 287                                        | 287                                        |
| 1846 | 1846                                       |                                            | 269                                        | 269                                        |
| 1851 | 1851                                       |                                            | 283                                        | 283                                        |
| 1856 | 1856                                       |                                            | 261                                        | 261                                        |
| 1861 | 1861                                       |                                            | 267                                        | 267                                        |
| 1866 | 1866                                       |                                            | 240                                        | 240                                        |
| 1872 | 1872                                       |                                            | 209                                        | 209                                        |
| 1876 | 1876                                       |                                            | 220                                        | 220                                        |
| 1881 | 1881                                       |                                            | 201                                        | 201                                        |
| 1886 | 1886                                       |                                            | 213                                        | 213                                        |
| 1891 | 1891                                       |                                            | 217                                        | 217                                        |
| 1896 | 1896                                       |                                            | 199                                        | 199                                        |
| 1901 | 1901                                       |                                            | 170                                        | 170                                        |
| 1906 | 1906                                       |                                            | 171                                        | 171                                        |
| 1911 | 1911                                       |                                            | 166                                        | 166                                        |
| 1921 | 1921                                       |                                            | 139                                        | 139                                        |
| 1926 | 1926                                       |                                            | 124                                        | 124                                        |
| 1931 | 1931                                       |                                            | 129                                        | 129                                        |
| 1936 | 1936                                       |                                            | 133                                        | 133                                        |
| 1946 | 1946                                       |                                            | 116                                        | 116                                        |
| 1954 | 1954                                       |                                            | 113                                        | 113                                        |
| 1962 | 1962                                       |                                            | 99                                         | 99                                         |
| 1968 | 1968                                       |                                            | 96                                         | 96                                         |
| 1975 | 1975                                       |                                            | 69                                         | 69                                         |
| 1982 | 1982                                       |                                            | 69                                         | 69                                         |
| 1990 | 1990                                       |                                            | 72                                         | 72                                         |
| 1999 | 1999                                       |                                            | 78                                         | 78                                         |
| 2006 | 2006                                       |                                            | 77                                         | 77                                         |
| 2013 | 2013                                       |                                            | 76                                         | 76                                         |
| 2020 | 2020                                       |                                            | 93                                         | 93                                         |
| Quelle(n): EHESS/Cassini bis 1999, INSEE ab 2006 Anmerkung(en): Ab 1962 offizielle Zahlen ohne Einwohner mit Zweitwohnsitz |                                            |                                            |                                            |                                            |

## Sehenswürdigkeiten
- Kirche Saint-Étienne
- schloss En aus dem 19. Jahrhundert

## Verkehr
Die Gemeinde liegt fernab größerer Verkehrsachsen. Die nachrangigen Departementsstraßen 43, 43F und 67C stellen Verbindungen zu benachbarten Gemeinden her.